# Breiteneich
Breiteneich ist ein Ort und eine Katastralgemeinde der Stadtgemeinde Horn im Bezirk Horn in Niederösterreich.

## Geografie
Der Ort liegt am östlichen Rand des Horner Beckens. Die Seehöhe in der Ortsmitte beträgt 330 Meter. Die Fläche der Katastralgemeinde umfasst 8,76 km². Die Einwohnerzahl beläuft sich auf 376 Einwohner (Stand: 1. Jänner 2024).

### Postleitzahl
In Horn finden verschiedene Postleitzahlen Verwendung. Breiteneich hat die Postleitzahl 3580.

## Geschichte
Die Gegend von Breiteneich war bereits zur Jungsteinzeit besiedelt, wie verschiedene Funde belegen.
Im Mittelalter wurde der Ort erstmals 1223 urkundlich erwähnt. Um 1400 ist ein Jörg der Praytenaycher nachweisbar und 1429 finden sich erste Hinweise auf eine Burganlage, die in einer Quelle Capella Castri Praittenaich genannt wird. 1541 errichteten Margarthe und Erasmus von Schneckenreith Schloss Breiteneich als eines der frühesten Renaissance-Schlösser Niederösterreichs. Im Jahr 1822 wurde der Ort als Dorf mit 62 Häusern genannt, das nach Horn eingepfarrt war, wohin auch die Kinder eingeschult wurden. Die Herrschaft Breiteneich besaß die Ortsobrigkeit und besorgte die Konskription. Die Landgerichtsbarkeit wurde von der Herrschaft Horn ausgeübt. Die Untertanen und Grundholde des Ortes gehörten den Herrschaften Breiteneich und Stift Altenburg.
Laut Adressbuch von Österreich waren im Jahr 1938 in der Breiteneich zwei Gastwirte, zwei Gemischtwarenhändler, ein Sattler, ein Schmied, ein Schneider und eine Schneiderin, ein Schuster, eine Spiritusbrennerei, ein Tischler und mehrere Landwirte ansässig. Am 1. Oktober 1938 wurde die Orts- und Katastralgemeinde Breiteneich nach Horn eingemeindet und am 10. Oktober 1945 wieder selbstständig. Seit 1. Januar 1970 gehört der Ort wieder zur Stadtgemeinde Horn.

### Bevölkerungsentwicklung
| Jahr      | 1830 | 1890 | 1923 | 1951 | 1961 | 1971 | 1991 | 2001 |
| --------- | ---- | ---- | ---- | ---- | ---- | ---- | ---- | ---- |
| Einwohner | 283  | 384  | 424  | 377  | 329  | 328  | 299  | 353  |

## Wirtschaft und Infrastruktur

### Öffentliche Einrichtungen
In Breiteneich gibt es einen Kindergarten.

### Verkehr
Breiteneich liegt an der Gemeindestraße von Horn nach Rodingersdorf und an der Kamptalbahn. Die ÖBB betreiben die Bedarfshaltestelle Breiteneich b. Horn. Das Linienbusunternehmen PostBus fährt die Haltestelle Breiteneich-Ortsmitte der Linien 1251 (Retz-Jetzelsdorf), 1253 und 1255 (Horn-Retz), 1302 (Horn-Eggenburg), 1315 (Horn-Weitersfeld) und 9156 (Schweinburg-Horn) an.

## Sehenswürdigkeiten

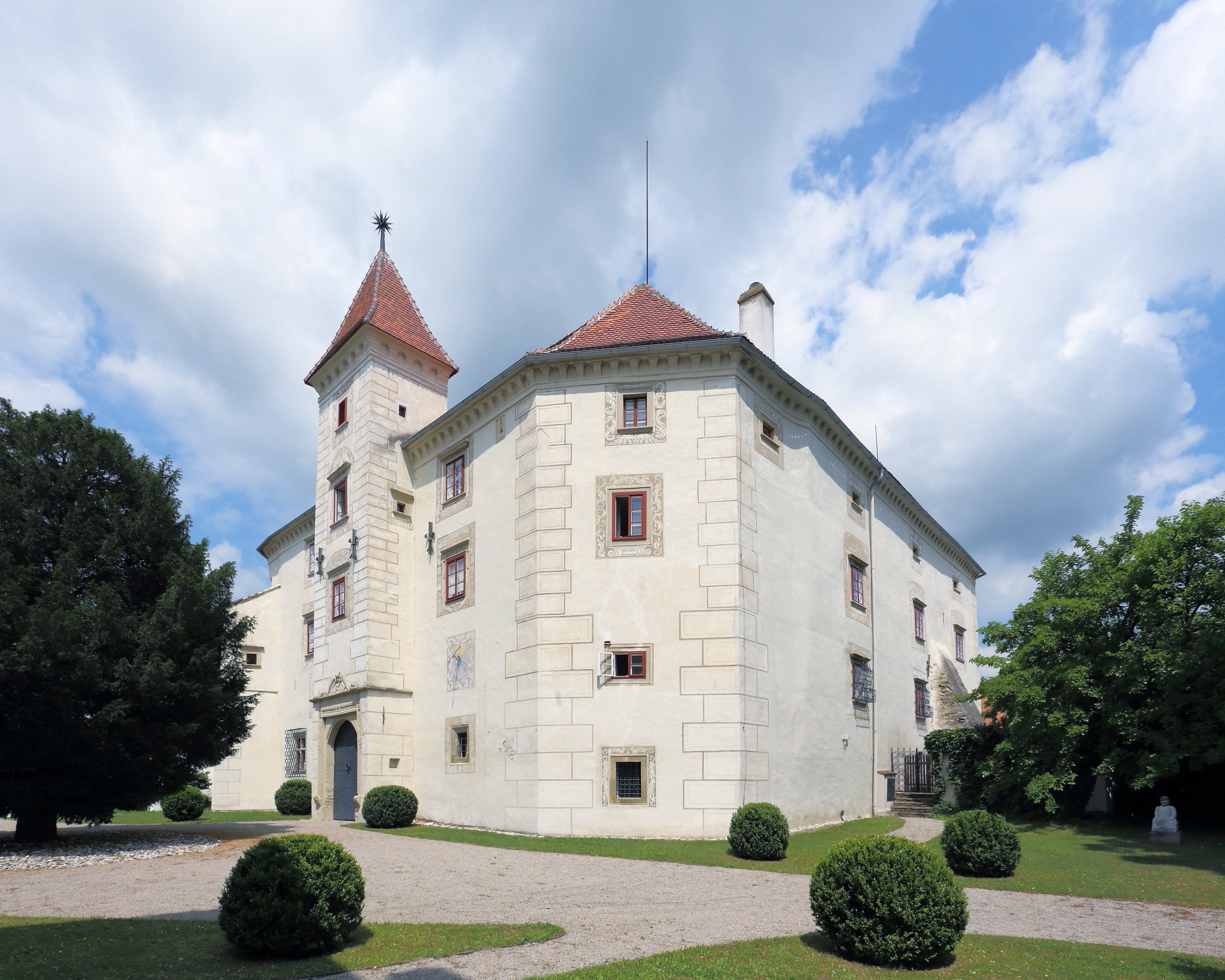
Altes Schloss in Breiteneich

- Schloss Breiteneich: Das Alte Schloss wurde 1541 errichtet, gelangte 1766 in den Besitz der Familie Hoyos und befindet sich heute nach mehreren Besitzwechseln in Privatbesitz. Das danebenliegende Neue Schloss wurde 1670 errichtet.[9]
- Preußenfriedhof: Außerhalb des Ortes befindet sich der Preußenfriedhof. Ein Denkmal erinnert an die Ereignisse im Jahr 1866 nach einer Cholera-Epidemie während des Österreichisch-Preußischen Kriegs bestatteten Soldaten der Preußischen Armee.
- An der Straße nach Horn steht an der rechten Seite die ehemalige Schlosstaverne, deren Bauweise dem Alten Schloss ähnelt. Sie ist ein zweigeschoßiges Gebäude mit einem schön verzierten Rundbogenportal. Die sechs Fenster im Obergeschoß werden von wuchernden Sgraffitibahnen geschmückt. Zwei gesattelte Pferde dominieren die Fassade, sie erwecken den Eindruck, als hätten sie ihre Reiter gerade abgeworfen. Zweimal scheint die Jahreszahl 1583 auf.